# بوبي كيرك (لاعب هوكي الجليد)
بوبي كيرك هو لاعب هوكي الجليد كندي، ولد في 8 أغسطس 1909 في Doagh ‏ في المملكة المتحدة، وتوفي في 11 يوليو 1970.

## وصلات خارجية
- بوبي كيرك على موقع دوري الهوكي الوطني (الإنجليزية)
- بوبي كيرك على موقع قاعة مشاهير الهوكي (لاعب أن.إتش.أل) (الإنجليزية)
- بوبي كيرك على موقع EliteProspects.com (الإنجليزية)
- بوبي كيرك على موقع HockeyDB.com (الإنجليزية)
- بوبي كيرك على موقع Hockey-Reference.com (الإنجليزية)